# Tom Pletcher
Thomas Stewart „Tom“ Pletcher (* 29. Mai 1936; † 30. August 2019 in Hanover, New Hampshire) war ein US-amerikanischer Jazzmusiker (Kornett, Trompete, Flügelhorn,auch Gesang) des Traditional Jazz.

## Leben und Wirken
Pletcher wuchs in Santa Monica, Kalifornien auf und kam schon früh mit Jazzmusik in Berührung; sein Großvater Thomas Pletcher, war in den 1920er-Jahren Verleger von Piano Roll, sein Vater Stew (1907–1978), ein Yale-Absolvent, war Jazztrompeter, Freund von Louis Armstrong und tourte 1936/37 mit Red Norvo. Tom diente in den Navy Reserves und besuchte später das Santa Monica City College; daneben betätigte er sich als Golfspieler. In den 1960er-Jahren lebte er White Lake am Michigansee und hatte die Leitung des Familienunternehmens inne, das sich als Hersteller von Wetterfahnen und Haushaltsprodukten aus Aluminium betätigte. In späteren Jahren war er wie sein Vater als professioneller Jazzmusiker aktiv und nahm im Stil seines Idols Bix Beiderbecke Alben auf. Er war außerdem Mitglied verschiedener Bands, darunter ab 1973 bei The Sons of Bix, mit der er auf nationalen und internationalen Jazzfestivals gastierte. 2004 wirkte er bei Dick Hymans Album If Bix Played Gershwin mit. Im Bereich des Jazz war er laut Tom Lord zwischen 1973 und 2005 an 38 Aufnahmesessions beteiligt.
Pletcher war auch am Soundtrack des italienischen Films Bix: An Interpretation of a Legend (1991, Regie Pupi Avati) beteiligt; des Weiteren begründete er die Bix Beiderbecke Memorial Society und die Bix Centennial Band, mit der er auf der Bix 100th Birthday Cruise spielte.

## Diskographische Hinweise
- Tommy Gwaltney, George Masso, Cliff Leeman, Steve Jordan, Tom Pletcher, Bob Haggart, Dill Jones, Charlie Harmon: Pee Wee Russell's Land of Jazz - A Memorial Tribute (Teaspoon Records, 1982)
- Bob Haggart Featuring Tom Pletcher: A Portrait of Bix (Jazzology, 1986)
- I'm Glad (Stomp Off, 2008), mit Bent Persson, Goran Eriksson, Jens Lindgren, Holger Gross, Goran Lind, Christer Ekhe[5]